# Buntonia
Buntonia är ett släkte av kräftdjur som beskrevs av Howe och Chambrs 1935. Buntonia ingår i familjen Trachyleberididae.
Släktet innehåller bara arten Buntonia corpulenta.